# Eulasia bicolor dichroa
Eulasia bicolor dichroa es una subespecie de coleóptero de la familia Glaphyridae.

## Distribución geográfica
Habita en Turkmenistán.